# Atsuge
Atguge (Hat Creek Indijanci, Atsuge, Atsugé, Atsugeyi, Atsuke, Atsukeyi), jedna od tri skupine Atsugewi Indijanaca, porodica Palaihnihan. Živjeli su na Hat Creeku u Kaliforniji, pa su poznati i pod popularnim nazivom Hat Creek.
Atguge su govorili jednim od dva glavna dijalekta jezika atsugewi, nazivan i Pine Tree Atsugewi ili Atsuge Proper.